# 서바이벌 런
서바이벌 런(Soldaat van Oranje, Survival Run)은 네덜란드에서 제작된 폴 버호벤 감독의 1977년 전쟁, 드라마, 스릴러 영화이다. 룻거 하우어 등이 주연으로 출연하였고 롭 휴베르 등이 제작에 참여하였다.

## 출연

### 주연
- 룻거 하우어
- 예로엔 크라베
- 레이 밀렌드
- 빈센트 반 패튼
- 르네 콜디호프

### 조연
- 수잔 펜핼리곤
- 에드워드 폭스

## 제작진
- 조감독: 진드라 마르쿠스